# 铋华
铋华（英語：Bismite）是铋的氧化物矿物三氧化二铋（Bi2O3）天然存在的矿物。矿物一般呈块状或粘土状，不形成宏观晶体。颜色呈绿色至黄色。 它具有8.5至9.5的比重，在非天然金属矿物中是相当高的。
铋华是由初级铋矿物氧化形成的次级矿物。
该矿物于1868年首次在美国内华达戈尔德菲尔德发现，之后再德国萨克森的厄尔士山脉地区也发现了此矿物的存在。